# Argestina nitida
Argestina nitida är en fjärilsart som beskrevs av Riley 1922. Argestina nitida ingår i släktet Argestina och familjen praktfjärilar. Inga underarter finns listade i Catalogue of Life.